# Intolérance au lactose
 Mise en garde médicale
L’intolérance au lactose est un ensemble de symptômes bénins mais potentiellement gênants provoqués par la difficulté à digérer le lactose (« sucre de lait ») en grande quantité à l'âge adulte et enfants , en raison de la diminution de la production par l'organisme d’une enzyme digestive : la lactase. 
La baisse de la production de lactase à l'âge adulte est la plus fréquente en Asie de l'Est ou en Afrique équatoriale, où le lait est traditionnellement moins consommé. À l'inverse, cette baisse est plus rare en Europe, dans les Amériques (du fait de l'origine européenne d'une part importante de la population), en Inde, au Moyen-Orient, en Afrique de l'Est et au Sahel, où le lait a été anciennement inclus dans l'alimentation. Ainsi, en Europe du Nord, environ 5 % des adultes seulement connaissent une baisse de leur production de lactase alors que, dans certains pays d'Asie de l'Est, elle concerne plus de 90 % de la population. 
Si la baisse du taux de lactase que connaissent ces adultes est habituellement modérée et ne cause pas de problème, chez une partie d'entre eux elle sera suffisamment importante pour provoquer une intolérance au lactose lors de l'ingestion d'une quantité trop importante de produits laitiers. Dans ce cas, les symptômes sont généralement des borborygmes (gargouillements) ou des flatulences, mais l'intolérance au lactose peut également provoquer des diarrhées ou des crampes abdominales dans les cas les plus graves. L'intolérance au lactose ne doit pas être confondue avec l'allergie aux protéines de lait, aux conséquences beaucoup plus graves. Il n'existe en revanche pas d' « allergie au lactose » qui est un sucre.
On peut par ailleurs observer qu'aujourd'hui l'utilisation du lactose et de son dérivé aux effets similaires, le lactitol, comme additifs alimentaires a été généralisée dans les industries des desserts lactés, de la charcuterie et de la pâtisserie.

## Origine
La baisse de l'activité lactasique après le sevrage est un caractère ancestral antérieur à la révolution néolithique qui a conduit à la domestication des animaux produisant du lait (chèvres et brebis il y a environ 11 000 ans, vaches il y a environ 10 500 ans, chamelles il y a environ 3 000 ans et yaks il y a environ 2 500 ans). Les archéologues en ont conclu que les hommes adultes du néolithique ne consommaient pas de lait cru. Par contre, la présence de tessons de poterie perforés sur des sites néolithiques a été interprétée comme une fabrication de faisselles, preuves de l'exploitation du lait d'animaux domestiqués et de la consommation de produits laitiers sous forme de fromage plus digeste, où le lactose est éliminé mécaniquement par fermentation lactique dans le petit-lait lors de la coagulation des protéines
Or, à la suite de cette domestication des animaux producteurs de lait, les mutations génétiques du gène qui régule la production de lactase se sont propagées dans les régions où la consommation de lait à l'âge adulte s'est le plus répandue, de sorte que les populations concernées continuent à produire cet enzyme à l'âge adulte. À titre d'illustration, 95 % des Européens du nord ne connaissent pas de baisse de l'activité lactasique. Les mutations les plus fréquentes concernent le gène MCM6 qui régule l'expression du gène LPH (Lactase Phorizine Hydrolase qui convertit le lactose en galactose) et qui se sont répandues rapidement il y a près de 7 000 ans AEC à travers la population néolithique d'Europe du Nord et d'Europe centrale où la saison de croissance des céréales, introduites à partir du Croissant fertile est plus courte, ce qui favorise la consommation complémentaire de lait qui se conserve mieux dans ces régions froides. Au contraire, dans les régions où la consommation de lait est restée faible ou absente, les individus dont la production de lactase diminue à la fin de la petite enfance sont beaucoup plus nombreux.
La baisse de la production de lactase est donc très inégale au sein de la population humaine et son intensité modérée ne provoque généralement pas de trouble. Pour seulement une partie de la population concernée par cette diminution, la capacité de digestion du lactose est suffisamment altérée pour que la consommation de lait occasionne des symptômes gênants : c'est ce qu'on appelle l'intolérance au lactose. Ce phénomène concerne encore aujourd'hui la majorité de la population humaine avec de très fortes disparités d'une région à une autre. Au-delà des humains, cette forte baisse de production de la lactase concerne l'ensemble des mammifères.

## Symptômes
Les symptômes apparaissent généralement entre 30 minutes et 2 heures après l'ingestion de la nourriture contenant du lactose et leur survenue dépend de la quantité de lactose absorbée. En effet, pour que les symptômes d'une maldigestion surviennent, la quantité de lactose ingérée doit dépasser le taux de lactase restant de manière suffisante pour occasionner des troubles. Ce taux de lactase varie fortement d'un individu à l'autre. Les symptômes digestifs sont en général simplement des ballonnements et des flatulences mais le déficit en lactase peut donner lieu à des diarrhées et des crampes abdominales dans les cas les plus sévères. La fraction de lactose non digéré qui parvient au côlon est fermentée par les bactéries coliques qui produisent des acides gras volatils (acide lactique, acide acétique…), des gaz (hydrogène H2, dioxyde de carbone CO2, méthane CH4), une acidification qui affecte le fonctionnement des cellules intestinales et un appel d'eau à l'origine des symptômes digestifs.

## Mécanisme

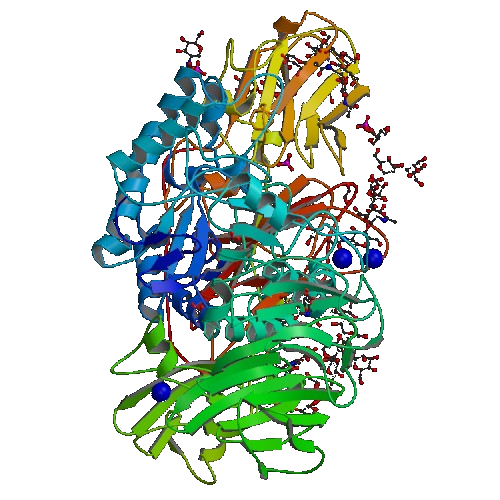
La β-galactosidase une enzyme lactase responsable de l'hydrolyse du lactose.

Le lactose est un glucide se trouvant quasi exclusivement dans le lait des mammifères. Il est dégradé dans le tube digestif par une enzyme appelée lactase qui le dissocie en galactose et en glucose. Elle est présente chez tout le monde durant l’enfance, mais, chez certaines personnes, la production se tarit à l’âge adulte. L'assimilation du lactose par l'individu se trouve alors réduite également. Le lactose excédentaire reste ainsi dans le tube digestif et est métabolisé par certains germes avec production de gaz et de certains composants expliquant les symptômes. Le déficit n’est cependant jamais absolu, permettant l’absorption d’une quantité limitée de lait sans que le sujet développe de symptômes.
Rarement, le déficit en lactase est congénital (de naissance), entraînant une intolérance au lait dès le plus jeune âge. On doit distinguer cette forme peu fréquente de celle de certains grands prématurés, secondaire à l’immaturité du tube digestif et dont l’évolution est favorable assez rapidement avec le temps.
L'intolérance au lactose peut découler d'une maladie cœliaque ou d'une gastro-entérite, la destruction des villosités intestinales entraînant secondairement la diminution de la sécrétion de lactase,. Ce type d'intolérance temporaire peut également être causée par d'autres affections virales. Dans ces cas, elle peut durer parfois plusieurs semaines et ne s'estomper qu'une fois la muqueuse intestinale guérie.

## Diagnostic
Il est le plus souvent évident devant la description des signes. Mais il peut se confondre avec l'allergie aux protéines du lait de vache. Il semble que l'appréciation du statut d'intolérance par les consommateurs soit très subjective. En cas de doute, on peut en provoquer à nouveau les signes en faisant absorber du lactose. Le test peut être sensibilisé par la mesure de la concentration en hydrogène de l’air expiré, qui augmente après absorption de lactose si le sujet est un intolérant vrai.

## Solutions
La science n'offre actuellement pas de traitement curatif contre l'intolérance au lactose. Il existe divers degrés d'intolérance selon la quantité de lactase produite par l'individu. Les personnes souffrant d'intolérance doivent éviter de consommer du lactose dans des quantités qui excèdent leur capacité d'absorption. Si, en théorie, la solution la plus simple est d'exclure de son alimentation une partie des produits contenant du lactose, l'utilisation répandue de celui-ci dans l'industrie agro-alimentaire peut rendre son éviction difficile au quotidien, même si elle reste possible (elle est notamment pratiquée par les végétaliens, qui ne consomment pas de produits laitiers de façon générale).
En règle générale, les yaourts et laits fermentés avec Streptococcus thermophilus, Lactobacillus delbrueckii subsp. bulgaricus et Lactobacillus acidophilus (mais non avec Bifidobacterium bifidum), ainsi que les fromages, sont mieux tolérés, car le lactose y est déjà partiellement hydrolysé par les bactéries. La teneur en lactose des fromages est très variée, ceux à privilégier sont les fromages à pâte dure et ceux à pâte pressée cuite qui contiennent seulement des traces de lactose (<0,01%), quand les fromages à pâte fraîche, les fromages fondus de grandes surfaces et les fromages "minceurs" sont les plus riches en lactose (jusqu'à 6% de lactose). L’absorption d'une quantité modérée de lait (entre 12 et 15 g de lactose, soit l’équivalent d'une tasse) se passe, en règle générale, sans problème, même si des symptômes apparaissent chez certains à la suite de prises de moins de 6 grammes de lactose.
La prise de comprimés de lactase permet une meilleure absorption et la diminution ou la disparition des symptômes. En France, elle a été réservée un temps aux formes infantiles où l’éviction du lait pourrait entraîner des problèmes de dénutrition mais elle est désormais accessible à la population adulte. Aux États-Unis, au Canada et ailleurs dans le monde, ces comprimés sont en vente libre dans les pharmacies, sur internet et, en Suisse, en grandes surfaces.
Il existe des laits et produits laitiers délactosés. Dans ces produits (lait, yoghourt, fromage frais, etc.), le lactose est déjà hydrolysé. La teneur en protéines et calcium de ces produits est identique à celle des produits laitiers normaux, leur usage et utilisation culinaire aussi. Le problème de l'intolérance au lactose n'est cependant pas clairement mis en avant pour le marketing de ces produits. Le lait délactosé a une saveur sucrée un peu plus intense que le lait non modifié, sa valeur nutritive reste la même. Cela permet aux personnes intolérantes au lactose d'accéder au lait.
À l'inverse, on peut observer que de nombreux aliments industriels sont réenrichis en lactose : yaourts, crèmes, desserts lactés, charcuteries, pâtisseries ...
L'augmentation progressive des doses de lait pourrait également établir une meilleure tolérance de celui-ci.

## Épidémiologie
On observe des différences importantes selon les régions du monde. On estime qu'environ 75 % de la population mondiale adulte présenterait une baisse de la capacité à digérer le lactose. L'Europe possède la plus forte concentration de population adulte ne connaissant pas de diminution de sa capacité à digérer le lactose.
En Europe, l'intolérance concerne surtout les populations immigrées et leurs descendants. La baisse de la capacité à digérer le lactose concernerait un cinquième ou un quart de la population européenne et la presque totalité de la population asiatique adulte,.
D'autres espèces animales telles que le chat domestique présentent aussi à l'age adulte une intolérance au lactose.

## Régimes sans lactose
À l'instar des régimes sans gluten, certains régimes sans lactose deviennent populaires dans les pays occidentaux. L'intolérance au lactose étant différente de l'allergie aux protéines de lait de vache, elle n'impose nullement l'exclusion complète des produits contenant du lactose mais exige leur réduction afin de correspondre aux capacités d'absorption de chacun. L'essor de ces régimes est permis par le développement de laits délactosés, mais aussi de « laits végétaux », naturellement sans lactose et dont la composition nutritionnelle diffère sensiblement de celle des laits animaux. 
Le recours aux laits végétaux non infantiles fait courir un risque grave de malnutrition aux nourrissons. Ainsi, un nourrisson est mort de malnutrition en Belgique en 2014 après avoir été nourri avec un lait de ce type par des parents ayant préjugé sans avis médical que leur enfant était « allergique » au lactose. L'Agence nationale de sécurité sanitaire de l'alimentation, de l'environnement et du travail (Anses) rappelle toutefois que ce ne sont pas uniquement les laits végétaux non infantiles qui font courir des risques de malnutrition aux nourrissons mais les laits non infantiles en général et rappelle que « En l'absence d’allaitement ou en complément de celui-ci, seules les préparations pour nourrissons ou les préparations de suite, autorisées par la réglementation, peuvent couvrir les besoins nutritionnels de l'enfant ».